# K'atú
K'atú ist ein indianisches Getränk aus Peru mit ca. 4 % Alkoholgehalt. Der Name K'atú stammt aus der Kallawaya-Sprache, Grabungsfunde belegen die Existenz um ca. 1.300 nach Christus. 
Traditionell wurde K'atú von den Schamanen der Inka wegen seiner angeblich positiven Wirkung auf die Stimmungslage verabreicht. Der Chronist Inca Garcilaso de la Vega (1539–1616), der Kultur und Lebensgewohnheiten der Inka beschreibt, erwähnte das Getränk in seinen Comentarios Reales de los Incas. 
Heute wird K'atú von der indigenen Bevölkerung nur noch für den Hausgebrauch zubereitet, wie durch die Asháninka in der Regenwaldzone von Peru. Details zur Herstellung sind nicht bekannt. Außerhalb von Peru wird K'atú nur durch ein Unternehmen in Österreich vertrieben.